# Qarshi repülőtér
A Qarshi repülőtér (IATA: KSQ, ICAO: UTSK) nemzetközi repülőtér Üzbegisztánban, Karsi közelében. Éves utasforgalma 72 000 fő (2019).

## Futópályák
A repülőtér futópályái:
- 16/34 (2700 m, beton)

## Forgalom
Az utasforgalom az elmúlt években az alábbi módon változott:
| 2019 | 72 000 |

## Légitársaságok és úticélok
2023-ban a Qarshi repülőtérről az alábbi járatok indulnak:
| Légitársaság       | Célállomások                                     |
| ------------------ | ------------------------------------------------ |
| IrAero             | Irkutsk, Saint Petersburg                        |
| Nordwind Airlines  | Moscow–Sheremetyevo                              |
| Ural Airlines      | Moszkva-Domogyedovó Szezonális: Moscow–Zhukovsky |
| Uzbekistan Airways | Moscow–Vnukovo, Saint Petersburg                 |